# Motte (beek)
De Motte is een beek en zijrivier van de Demer. De beek ontspringt op twee locaties: in het Walenbos bij Houwaart en bij de Ossenbergstraat in Tielt. De beken zijn hier dan ook genoemd naar de deelgemeenten waar ze doorstromen: de Tieltse en de Houwaartse Motte. De beken vloeien samen ter hoogte van het waterzuiveringsstation van Tielt-Winge aan de Rillaarseweg waar de beek verder gaat als de grote Motte. Verder loopt ze langs Rillaar waar ze bij hevige regenval regelmatig overlast veroorzaakt. Eens Rillaar voorbij mondt de beek in Aarschot uit in de Demer nabij de (oostelijke) brug van de R25 over de Demer. Overigens is de beek zwaar verontreinigd door huishoudelijk afvalwater waardoor de fauna en flora zeer beperkt zijn. Wel zijn er sinds een paar jaar bevers aanwezig op de bovenloop van de Tieltse Motte. 